# Kotowice (powiat trzebnicki)
Kotowice (niem. Kottwitz) – wieś w Polsce położona w województwie dolnośląskim, w powiecie trzebnickim, w gminie Oborniki Śląskie.

## Podział administracyjny
W latach 1975–1998 miejscowość należała administracyjnie do województwa wrocławskiego.

## Nazwa
Pierwsza wzmianka o miejscowości pochodzi ze średniowiecznego dokumentu z 1203 roku wydanym przez biskupa wrocławskiego Cypriana gdzie wymieniona jest w staropolskiej, zlatynizowanej formie Cotovic.

## Zabytki
Do wojewódzkiego rejestru zabytków wpisane są:
- kościół parafialny pod wezwaniem św. Marcina, świątynia z XVIII w. uległa spaleniu, kamień węgielny pod nowy kościół położono w roku 1911. W roku 1978 uległ pożarowi, został odbudowany w czasie kilkanaście miesięcy.
- dom nr 42, z połowy XIX w.

## Szlaki turystyczne
- Żółty:  Szlak dookoła Wrocławia im. doktora Bronisława Turonia
- Czerwony:  Trzebnicka pętla rowerowa[6]